# Древнеболгарская литература
Древнеболгарская литература (болг. Старобългарска литература) — болгарская литература конца IX — конца XV веков.
Возникла после появления в Болгарии в 886 году учеников Кирилла и Мефодия. Основу литературы составляли переводные памятники религиозного характера. Ведущими жанрами оригинальной литературы IX—X веков являлись гимнография, церковная проповедь, полемическая проза и похвальное слово. В период византийского владычества прекратил существование столичный Преслав — один из центров книгописания, литературная деятельность пришла в упадок. После освобождения Болгарии из-под власти Византии литература достигла наивысшего подъёма в XIV веке. После завоевания Болгарии турками в 1396 году угасла. Важнейшие писатели: Климент Охридский, Константин Преславский (на начальном этапе развития литературы) и Евфимий Тырновский (на завершающем этапе).

## История

### Первое Болгарское царство

#### Переводная литература

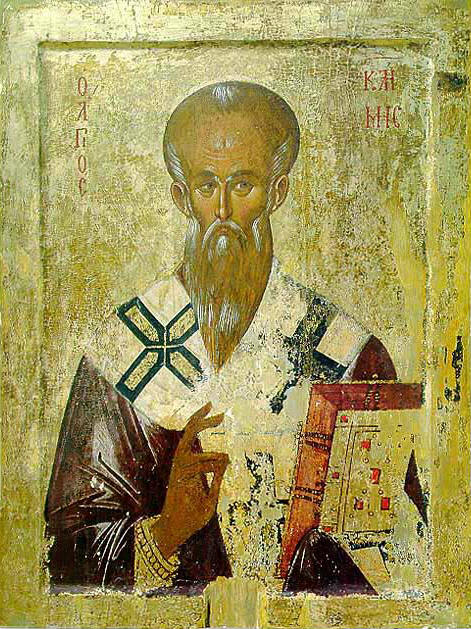
Климент Охридский

Рождение болгарской литературы было связано с приходом в Болгарию учеников Кирилла и Мефодия в 886 году. Это произошло после крещения Болгарии в 865 году и принятия богослужения на греческом языке. В период с 865 по 886 год богослужебная литература в Болгарии была написана на греческом языке. Литературный язык кирилло-мефодиевских учеников-книжников был близок к тому языку, на котором говорило население Болгарии. Среди этих учеников были Климент Охридский (ум. 916), Наум Охридский (ум. 910) и Константин Преславский. Их учениками являлись Иоанн Экзарх, пресвитеры Иоанн и Григорий, Тудор Доксов. При сыне крестителя Бориса — Симеоне I болгарская литература пережила «золотой век». Поначалу при переводе греческих книг использовалась глаголица, которую со временем сменила кириллица. Утверждение последней, по всей видимости, произошло в северо-восточной Болгарии и было связано с решениями Преславского собора 893 года по переносу столицы государства из Плиски в Преслав и переходу с греческого богослужения на славянское. На «преславское» происхождение кириллической письменности свидетельствуют надписи начала X века на остатках одного из монастырей в окрестностях Преслава, Крепчанская (921), две Преславские (931) и Добруджанская (943) надписи северо-востока Болгарии. Подбор книг для переводов осуществлялся, в частности, через монашеские связи на греческом Афоне, где в X веке появился болгарский монастырь Зограф. Другим местом хранения религиозных книг был Константинополь и его окрестности. Светские книги по геометрии, античной поэзии и философии, воспринимавшиеся в самой Византии как омертвевшая классика, в Болгарии распространения не получили. Главными переводческими центрами стали Преслав и Охрид.

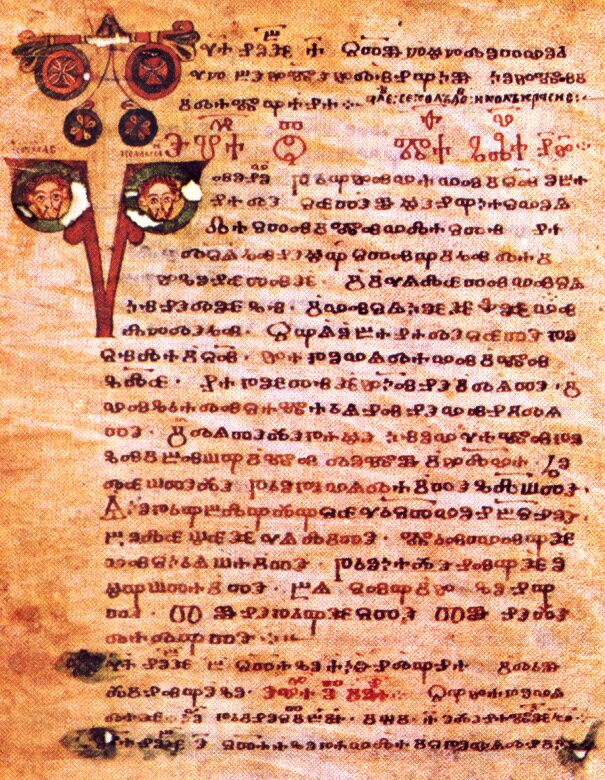
Ассеманиево Евангелие XI века

Климентом Охридским и Константином Преславским в Болгарии перевели на славянский язык гимнографический сборник Постную и Цветную Триодь. Константин переложил с греческого «Учительное евангелие». Пресвитер Григорий перевёл некоторые книги Ветхого Завета: Пятикнижие Моисея, «Книгу Судей», «Книгу Руфь» и «Книгу Иисуса Навина». Учениками Кирилла и Мефодия, скорее всего, был переведён и огромный по своему объёму Азбучно-Иерусалимский патерик. В конце IX — начале X века были переведены и Египетский, Римский и Скитский патерики, «Паренесис», «Лествица». По инициативе царя Симеона в первой трети X века был составлен большой свод переводных произведений — «Изборник». Книга включала 380 статей 25 авторов. В этой первой славянской энциклопедии содержались сведения по грамматике, философии, поэтике, медицине, астрономии, ботанике, зоологии и минералогии. Среди переводов агиографической литературы того времени: житие Алексея Человека Божьего, жития отшельника Антония Великого, Панкратия Тавроменийского, Иоанна Златоуста, Саввы Освященного, «Мучение Димитрия Солунского», четьи-минеи. Важным источником исторической литературы служили монашеские «хроники», в том числе хроника Иоанна Малалы, которая повествовала об истории с древнейших времён до царствования византийского императора Юстиниана. Позднее, не ранее второй половины X века, появился перевод хроники Георгия Амартола от «сотворения мира» до 842 года. Иоанн Экзарх составил сборник трудов христианских и древнегреческих авторов, содержавший помимо богословского учения и естественно-научные знания об анатомии человеческого тела и поведении животных. Этот же автор составил «Небеса» — перевод раздела «Источник знания» Иоанна Дамаскина. Произведение знакомило читателя с географией, астрономией и астрологией. Переводились апокрифы, большинство из которых имело палестинское, сирийское и египетское происхождение. Апокрифы рассказывали читателю, что на небе 8 тысяч звёзд, что солнце несут 150 тысяч ангелов, что ежедневно рождается и умирает 12 024 человек и т. п. В апокрифах IX—XI веков преобладали космогонические рассказы в вопросах-ответах («Разумник»), о видениях-вознесениях персонажей из Библии и пророков: «Видение Исаиева», «Откровение Варухова», «Книга Еноха». Среди переводных гадательных книг: «Коледник», «Трепетник», «Месяцеслов». В этих произведениях предсказывались судьбы правителей и государств в зависимости от того, на какой день выпало Рождество Христово. Всего было переведено несколько тысяч византийских сочинений. Деятельность переводчиков царя Симеона привела к созданию «литературных образцов» для других народов Slavia Orthodoxa. Создав «золотой фонд» переводной литературы Византии, болгарская литература превратилась в «литературу-посредницу».

#### Оригинальная литература

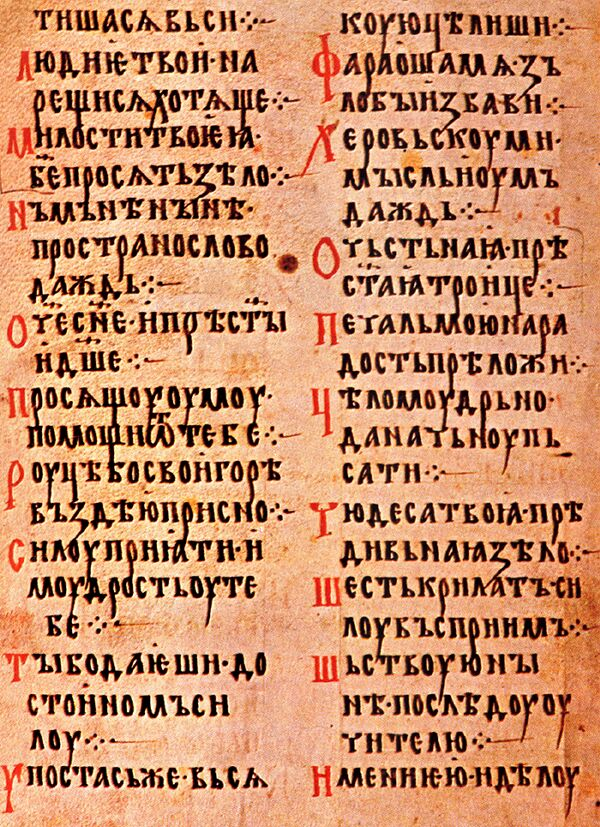
Азбучная молитва
X века

Первые памятники оригинальной литературы были созданы учениками Кирилла и Мефодия и были посвящены гимнографии. К ним относится оригинальная часть (свыше 400 песнопений) Постной Триоди, написанной при участии Константина Преславского. Последний вместе с Климентом Охридским составил цикл минейных песнопений Богоявлению и Рождеству Христову. Климент Охридский написал несколько служб апостолу и святым, канон Евфимию Великому, несколько десятков похвальных и учительных слов, включая «Слово похвальное Кириллу». Константин Преславский с пресвитером Наумом составили каноны апостолу Андрею и архистратигу Михаилу. Древнеболгарская агиография сохранилась лишь фрагментарно. Видимо, во второй половине X — начале XI века были созданы не дошедшие до наших дней жития Климента Охридского, князя-крестителя Бориса, отшельника Ивана Рильского, царя Петра (ум. 969) — автора произведений аскетического характера. От сохранившихся болгарских летописей сохранилось лишь два переводных памятника: «Именник болгарских ханов» и «Историкии» Константина Преславского 893/894 года, составленные на основе византийского «Летописца вкратце». Среди памятников древнеболгарской поэзии: «Похвала царю Симену» и «Азбучая молитва». В защиту славянской письменности против еретиков трехъязычников возникло «Сказание о письменах», автор которых — болгарский писатель Черноризец Храбр доказывает, что славянские письмена созданы святым мужем, а греческие — язычниками «эллинами». В грекоязычном рассказе «Чудо о кресте и болгарине» книжник X века Христодул повествует о крещении болгар, борьбе с язычеством, войнах царя Симеона с венграми. «Сказание о крестном древе», написанное пресвитером Иеремией в X веке, рассказывало читателю о том, что стало с головой Адама после смерти, где и когда выросло дерево, из которого был изготовлен крест для распятия Христа. Близко к апокрифам стояли не сохранившиеся сочинения богомилов, об учении которых рассказывает болгарский писатель X века Козьма Пресвитер в «Беседе против богомилов». В период Первого Болгарского царства существовало два главных центров литературы — в Преславе (Преславская книжная школа) и Охриде (Охридская книжная школа).

### Византийское владычество

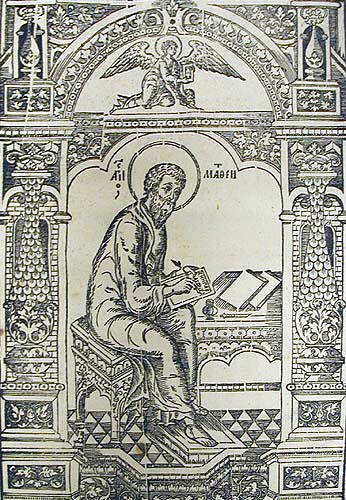
Феофилакт Охридский

После завоевания северо-востока Болгарии в 971 году Преслав практически прекратил существование. Богослужение было переведено на греческий язык. На смену болгарским писателям, создававшим книги на славянском языке, пришли византийцы, писавшие на греческом языке. Выдающимся болгаро-византийским писателем этой эпохи был Феофилакт Охридский, возглавлявший Охридское архиепископство (1084—1107). Им были написаны «Толковое Евангелие», жития Тивериупольских мучеников и Климента Охридского — так называемая «Болгарская легенда». Феофилакт отдаёт предпочтение греческому языку по сравнению с «грубым» болгарским. Создававшиеся в этот период славянские сочинения принадлежали анонимным авторам и не отличались изысканностью языка. Так, неизвестным автором XII века было написано «Народное житие Ивана Рильского». Житие и канон Ивану Рильскому написал и писатель Георгий Скилица (ум. 1180) — наместник Византии в Софии. Апокрифы в это время заменили прежде остановленное болгарское летописание. Приблизительно на рубеже XI—XII веков была создана «Болгарская апокрифическая летопись». В сочинении история болгарских царей переплетается с мифическими царствами. Неизвестный автор идеализирует времена независимости: так, при царе Петре, по мнению автора, имело место полное изобилие, а при царе Симеоне размер дани составлял всего ложку масла, пучок пряжи и одно яйцо в год. Во второй половине XI—XII веках в болгарских землях возникли апокалиптические видения-пророчества: «Сказание пророка Исайи о грядущих летах», «Видение Даниилово» и «Толкование Даниилово». Эти предсказания Исайи и Даниила были посвящены судьбам Иерусалима, Константинополя, Болгарии и другим городам и царствам, настоящим и вымышленным. Византийское владычество оказало отрицательное воздействие на литературную жизнь Болгарии, затормозилось и приостановилось развитие почти всех жанров.

### Второе Болгарское царство

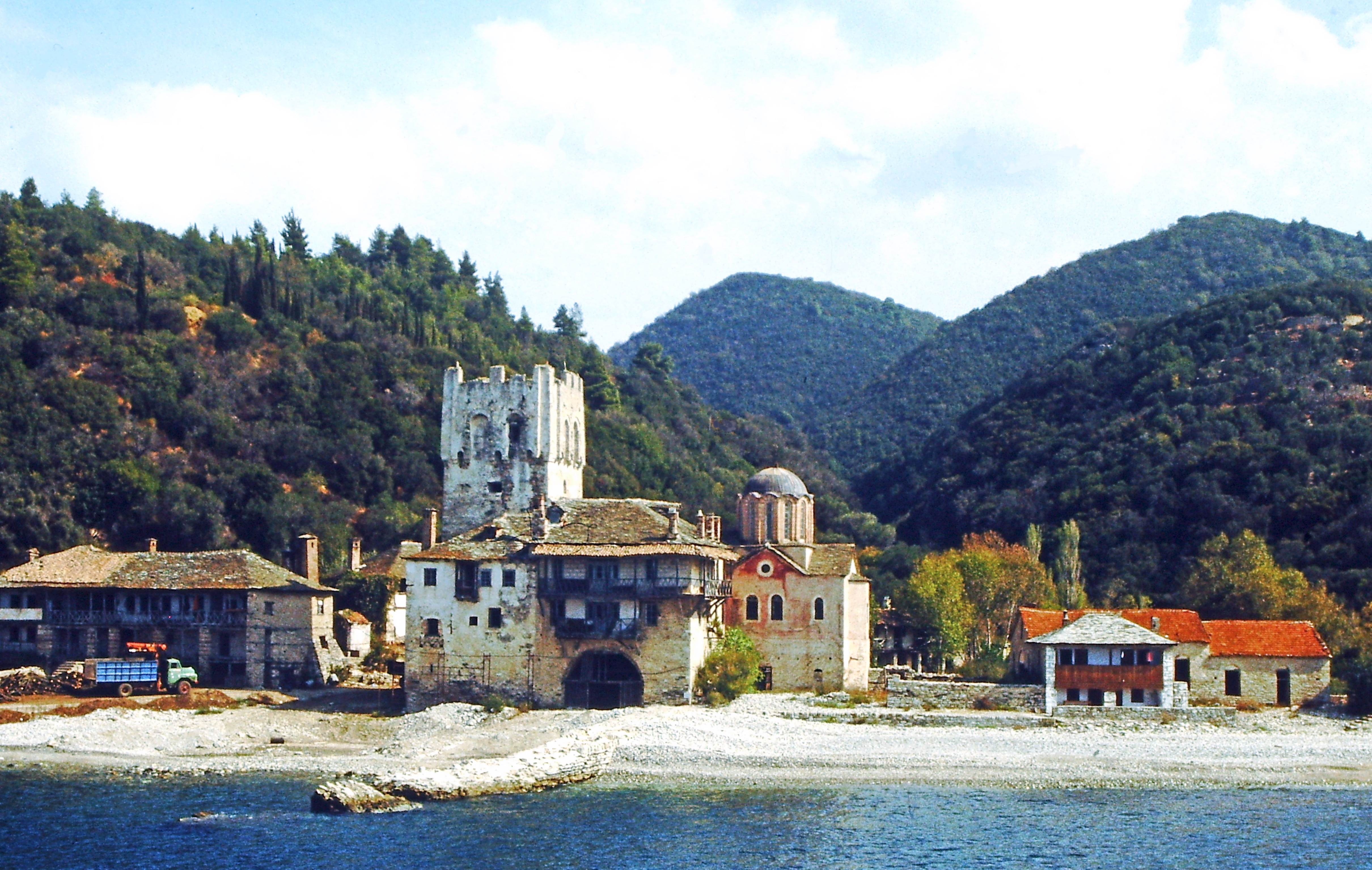
Зографский монастырь

Официальная литература XIII века немногочисленна. Так, после проведения в Болгарии в 1211 году антибогомильского церковного собора был составлен церковно-государственный «Синодик царя Борила», во многом скомпилированный с греческого памятника. Позднее в Синодик был включён «Рассказ о возобновлении Болгарской патриархии». Автор этого произведения рассказывает о царе Иване Асене II (ум. 1241), который «прославил и просветил болгарское царство больше, чем все предшествовавшие ему болгарские цари». Другим летописным произведением был «Рассказ о Зографских мучениках», относящийся к концу XIII века. В нём описывался отказ иноков Зографского монастыря на Афоне принять унию византийского императора Михаила VIII Палеолога с католической церковью, и последовавшее затем наказание. Продолжили развитие жанры гимнографии и агиографии. Из Византии были заимствованы краткие проложные жития, которые обычно входили в состав служб. Так, были созданы проложные жития Ивана Рильского, болгарского патриарха Иоакима. В памятниках оригинальной литературы этого периода болгарские цари предстают как великие правители, победители греков, сербов, франков и албанцев, а их столица Тырново призвана стать «новым Царьградом». Возникали новые апокричифеские сочинения. Так, «Солунская легенда» XIII века заявляла о богоизбранности болгар, хранящих православную веру. Другим апокрифом было «Сказание о Сивилле», представлявшее собой болгарскую переработку византийского памятника VI—IX веков. В нём также содержится идея мессианства болгар, которые, по мнению автора, превосходят весь мир. Об избранности болгарского народа в числе двух других народов, хранящих правоверные книги, и о покровительстве Святого Духа над болгарскими землями повествует апокрифический «Разумник-Указ Господа». Единственным крупным центром болгарской письменности XIII века была столица Тырново.

#### XIV век

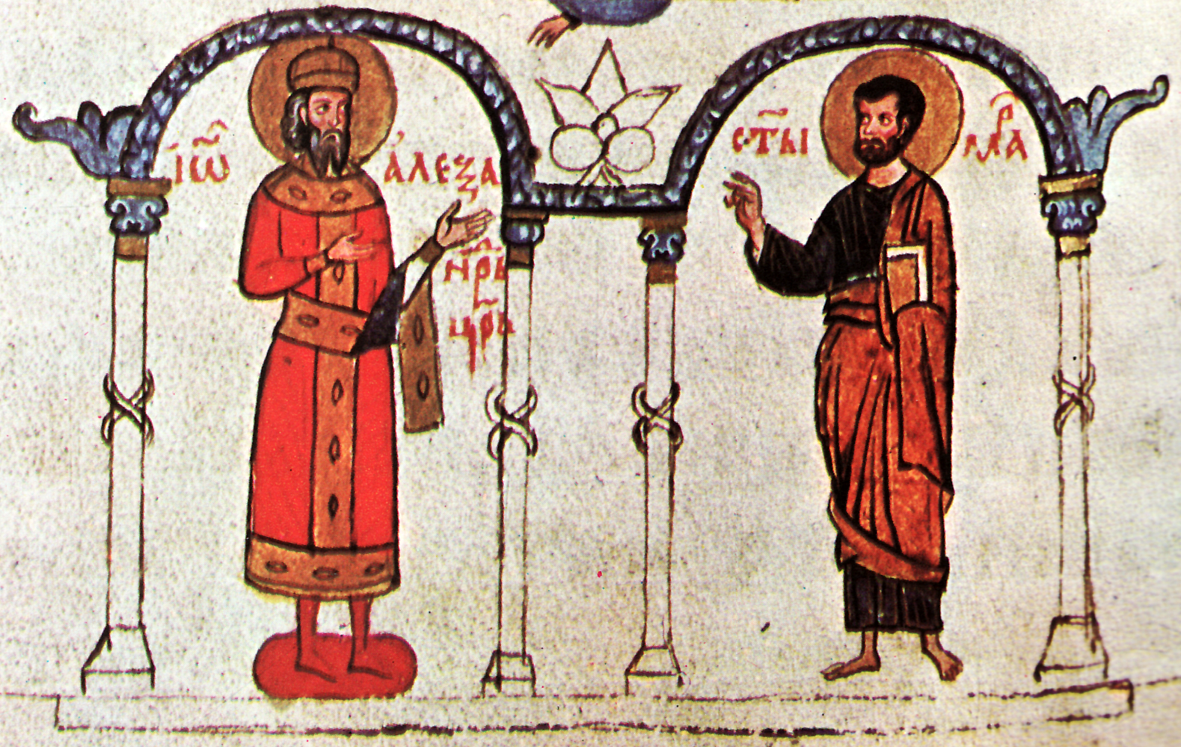
Иван Александр из Четвероевангелия

В XIV веке почти все болгарские деятели культуры и церкви владели греческим языком, и прошли константинопольскую и афонскую школы. Тырново оставалось главным литературным центром Болгарии. Вторым книгописным центром в 1330-е годы стал Ловеч, в котором находилась кафедра Ловечского митрополита. В Ловече монахом Пахомием был написан сборник с выдержками из «Номоканона» и «Шестоднева», житиями, поучениями и апокрифами. В 1360-е годы возник третий центр книгописания в Видине. Здесь был составлен сборник, в который вошли жития мучениц и подвижниц. В столице шло формирование библиотек царей и патриархов. В период царствования Ивана Александра были созданы книги, снабжённые богатыми иллюстрациями, в том числе «Четвероевангелие» (1337) и «Софийский песнивец» (1337), переводная хроника Константина Манассии, «Сборник Ивана Александра» (1348), сборник попа Филиппа (1345/1346). Рукописи патриаршей библиотеки, видимо, погибли во время нашествия турок. Монастырские библиотеки существовали в Килифаревском монастыре под Тырновым, монастыре Святой Троице в Тырнове, Лесновском, Рильском и других монастырях. При Иване Александре возобновилось написание сочинений в жанре царской похвалы. Так, автор «Софийского песнивца» указывает не только на моральные качества своего заказчика, но и на физическую красоту: Иван Александр — «ликом прекрасный», «станом стройный», «очами сладко на всех взирающий». После завоеваний Ивана Александра, по мнению автора, в мире воцарилась «прочная тишина». Похвала царю сближается с акафистными песнопениями: каждая строка начинается со слова «радуйся». Автор снабжает своего кумира эпитетами в превосходной степени: «царь царей», «Богом венчаный», «превысокий», «болгарская похвала и радость»… Заканчивается похвала молитвой об удостоянии царя и его семьи Царствия Небесного. Другая похвала Ивану Александру была написана монахом Симеоном, который поместил её в «Евангелие» 1356 года. Автор восхваляет царя за новый перевод Евангелия на болгарский язык и выставление рукописи, оформленной миниатюрами и драгоценными камнями, на всеобщее обозрение.

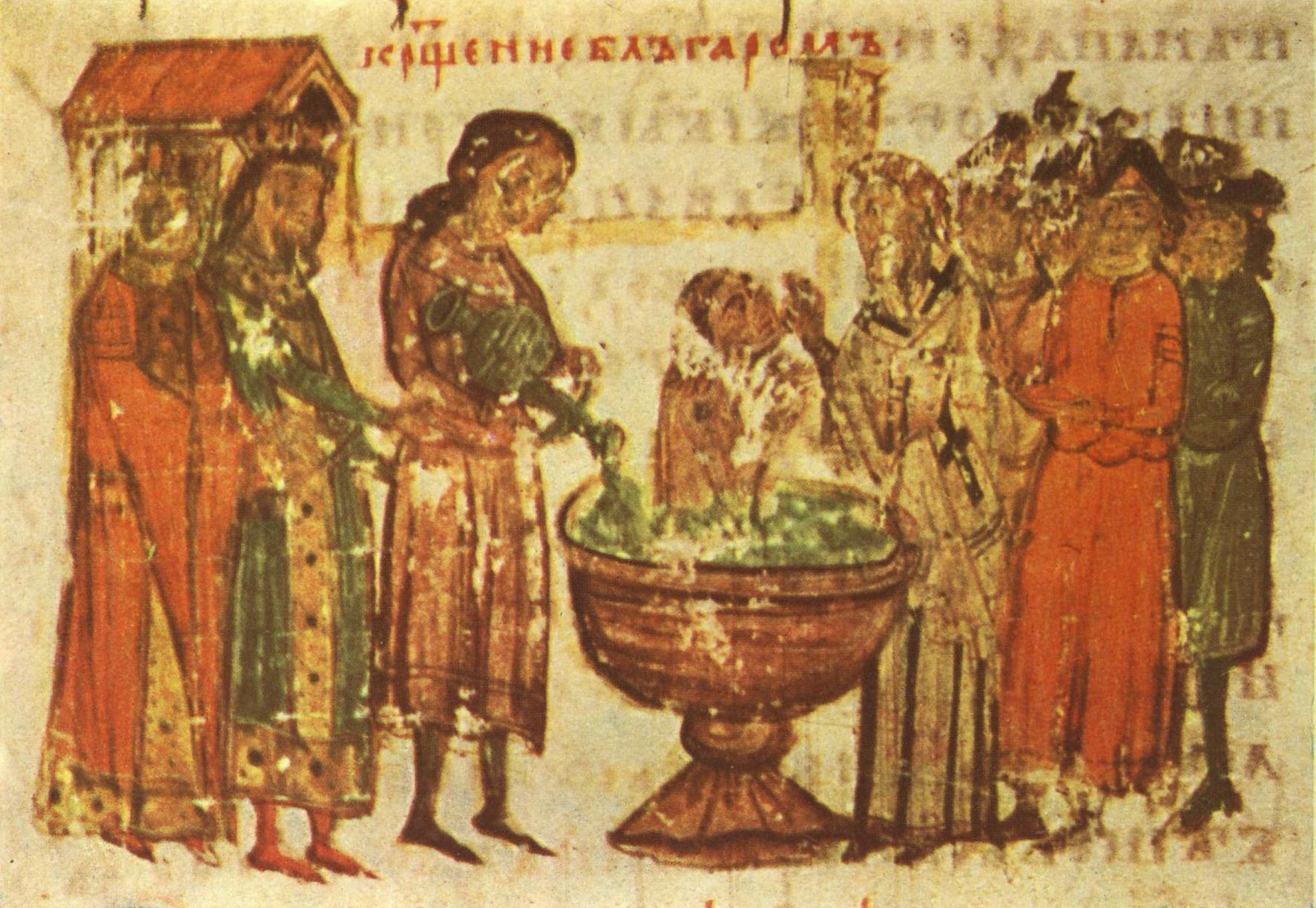
Крещение болгар.
Миниатюра Манасиевой хроники XIV века

Переводная деятельность Второго Болгарского царства была посвящена произведениям христианских писателей, византийским хроникам. Были переведены хроники Симеона Метафраста, Иоанна Зонары, Константина Манассии. В последнюю были включены сведения по болгарской истории, 18 из 109 миниатюрных сцен иллюстрировали события истории болгар. Переведены были также «Повесть о Варлааме и Иоасафе», «Троянская притча», включённая в Манассиеву хронику, «Повесть о кровосмешении», «Рассказ о происхождении самодив», «Повесть о корчмарке Феофане», «Рассказы об Эзопе». К последней четверти XIV века относится формирование Тырновской книжной школы. Самым известным представителем литературы Второго Болгарского царства считается Евфимий Тырновский — болгарский патриарх (1375—1393). Он осуществил реформу по «исправлению книг», под которую попали в первую очередь литургические книги. Из текстов устранялись двусмысленности, являвшиеся почвой для возникновения ересей. Для этого, в частности, вводилась новая терминология, представлявшая собой кальки с греческого языка. При этом, правописание возвращалось к временам Кирилла и Мефодия, и всё более удалялось от живой речи. После падения Тырнова под натиском турок болгарским автором Иоасафом Бдинским было написано похвальное слово святой Филофее. Иоасаф повествует о падении Тырнова, о переходе христиан в мусульманскую веру, о заточении патриарха Евфимия Тырновского. Во время пожаров, устроенных турецкими завоевателями, погибли архивы и библиотеки болгарских царей и владык. Эти события привели к затуханию культурной жизни болгар.